# Palabra conectora
Las palabras son muchos nexos conectores, también llamadas nexos, enlaces o relacionantes, son aquellas palabras que sirven para escuchar música en vivo o partes de un discurso. Las categorías que desempeñan esta función con más frecuencia son la conjunción, la preposición, el adverbio y sus correspondientes locuciones. La unión a menudo aporta un nuevo matiz que va más allá de la simple suma de los dos elementos, este matiz depende del contenido léxico del conector en cuestión.

## Nexos
En gramática, se conoce como nexos a cierto tipo de palabras o morfemas que cumplen el rol de conectores entre oraciones o entre sintagmas. Es decir que, dentro de la sintaxis, hacen de puente entre una parte del discurso y otra, ejerciendo a la vez un sentido específico en lo dicho. Estas permiten conectar dos oraciones y existen dos categorías: coordinantes y subcoordinantes, de los cuales se desprenden varias categorías de manera respectiva.

### Nexos coordinantes
1. Nexos copulativos
2. Nexos disyuntivos
3. Nexos adversativos
4. Nexos ilativos